# Археолошки музеј
Археолошки музеј је специјализовани музеј који се бави археолошким проналасцима, њиховом излагању и проучавању. Запослени у музеју врше археолошка ископавања и истраживања. Често могу бити и музеј на отвореном, као што су нпр. атински Акропољ, Теотивакан или Помпеја.
Корени археолошког музеја се могу наћи у приватним збиркама богатих племића и трговаца у Европи између 15. и 17. века, који су волели представљати занимљиве и ретке уметничке предмете и антиквитете својим важним гостима. Тек од 17. века у Европи јављају се закони који покушавају очувати поједине историјске споменике и налажу строге контроле за очување и тговину антиквитета и уметничких дела. Јохан Винкелман је својим деловањем од краја 18. века створио свест о вредности и периодизацији експоната античких артефаката. Тако је 7. априла 1820. папа Пије VII донео тзв. „едикт кардинала Пака” који је званично признат као прва свеобухватна законодавна мера заштите уметничке и историјске баштине, и која је инспирисала сличне мере у Напуљском краљевству, Тоскани, Ломбардији-Венецији.